# Gul'nara Samitova-Galkina
Gul'nara Iskanderovna Samitova-Galkina (in russo Гульнара Искандеровна Самитова-Галкина?; Naberežnye Čelny, 9 luglio 1978) è una siepista e mezzofondista russa, campionessa olimpica dei 3000 m siepi a Pechino 2008.

## Record nazionali

### Seniores
- 3000 metri siepi: 8'58"81 ( Pechino, 17 agosto 2008)

## Palmarès
| Anno | Manifestazione  | Sede     | Evento       | Risultato | Prestazione | Note                                     |
| ---- | --------------- | -------- | ------------ | --------- | ----------- | ---------------------------------------- |
| 2003 | Mondiali        | Parigi   | 5000 m piani | 7ª        | 14'54"38    |                                          |
| 2004 | Mondiali indoor | Budapest | 1500 m piani | Bronzo    | 4'08"26     |                                          |
| 2004 | Giochi olimpici | Atene    | 5000 m piani | 6ª        | 15'02"30    |                                          |
| 2007 | Mondiali        | Ōsaka    | 3000 m siepi | 7ª        | 9'30"24     |                                          |
| 2008 | Giochi olimpici | Pechino  | 5000 m piani | 11ª       | 15'56"97    |                                          |
| 2008 | Giochi olimpici | Pechino  | 3000 m siepi | Oro       | 8'58"81     | Record mondiale                          |
| 2009 | Mondiali        | Berlino  | 3000 m siepi | Bronzo    | 9'11"09     | Miglior prestazione personale stagionale |
| 2012 | Giochi olimpici | Londra   | 3000 m siepi | Finale    | dnf         |                                          |

## Altre competizioni internazionali
2003
- Coppa Europa di atletica leggera ( Firenze)

2004
- Coppa Europa di atletica leggera ( Bydgoszcz)

2007
- Coppa Europa di atletica leggera ( Monaco di Baviera)

2008
- Coppa Europa di atletica leggera ( Annecy)
- Oro alla World Athletics Final ( Stoccarda), 3000 m siepi - 9'21"73

2009
- Oro agli Europei a squadre ( Leiria), 3000 m piani - 8'46"88

2013
- 13ª alla Mezza maratona di Lisbona ( Lisbona) - 1h15'50"